# Homoródszentpál
Homoródszentpál (románul Sânpaul) falu Romániában Hargita megyében. Közigazgatásilag Homoródszentmártonhoz tartozik.

## Fekvése
Székelyudvarhelytől 15 km-re délkeletre a Nagy-Homoród völgyében fekszik, községközpontjától Homoródszentmártontól 5 km-re délre.

## Nevének eredete
Nevét Szent Pál tiszteletére szentelt középkori templomáról kapta.

## Története
A falu sóbányáit már a rómaiak is művelték, helyükön  sós tavak
maradtak. A falu északi részén az unitárius templomtól a Vár-patakáig
terjedő részen római polgári település és katonai tábor volt.
A római castrum és fürdő maradványira épült a 15. században gótikus temploma, melyet 1788-ban újítottak meg. A régi templomból csak tornya maradt meg, helyére épült a mai unitárius templom 1844-ben. 1983-ban a sóskút közelében halastavak létesültek. 1910-ben 740 magyar lakosa volt, 1992-ben 198 lakosából 196 magyar és 2 román volt. A trianoni békeszerződésig Udvarhely vármegye Homoródi járásához tartozott.

## Látnivalók
- Unitárius temploma 1844-ben épült a régi templom helyére.
- Református temploma 1739-ben épült a 16. századi templom helyére, 1906-ban javították.
- Az 1976–1979 között épült római katolikus kápolna a Brassói út elején áll.
- 15. századi eredetű Kornis-udvarházát a 16. század végén göncz-ruszkai gróf Kornis Mihály és Farkas alakította át várkastéllyá. A 19. században pusztult el, helyére a TSZ gazdasági épületei kerültek, csak csekély maradványai láthatók a falu déli végén.
- A falu felső végén találhatók a 12. századi eredetű Béla bán várának maradványai, amely a középkori magyar határvédelmi rendszer része volt.
- A Nagy-Homoród szentpáli hídja közelében a régi sóbányák közelében sóskút található, ahonnan a lakosság régóta hordja a sósvizet.
- Halastórendszere kedvelt a horgászok és turisták körében, a terület madárvédelmi védettséget élvez az itt található nagyszámú és változatos madárfajoknak köszönhetően.